# Deutscher Eisstock-Verband
Der Deutsche Eisstock-Verband (DESV) ist der Dachverband für die in Deutschland ansässigen Landeseissportverbände, die Stocksport auf Eis- oder sonstigen Bahnen als Sport betreiben. Der Sitz des Verbandes ist München, die Geschäftsstelle befindet sich in Garmisch-Partenkirchen.

## Geschichte
Der DESV wurde am 19. Juni 1966 in Freudenstadt unter dem Namen „Deutsche Eisschützen-Vereinigung e. V.“ gegründet und wurde am 18. Juli 1998 in Dortmund in den heutigen Namen „Deutscher Eisstock-Verband“ umbenannt.

## Organisation
Der DESV ist Mitglied im Deutschen Olympischen Sportbund sowie in der Internationale Federation Icestocksport (IFI). Präsident des DESV ist derzeit Christian Obermeier.